# 25039 Ченсун
25039 Ченсун (25039 Chensun) — астероїд головного поясу, відкритий 17 серпня 1998 року.
Тіссеранів параметр щодо Юпітера — 3,570.